# A Thief Catcher
A Thief Catcher è un cortometraggio muto del 1914 diretto e interpretato da Ford Sterling. Vi compare brevemente anche Charlie Chaplin nel ruolo di uno dei Keystone Cops anche se non venne sempre incluso nella filmografia di Chaplin benché egli stesso avesse affermato di aver preso parte in un ruolo secondario; il motivo sta nel fatto che il film andò perduto e l'apparizione di Chaplin rimase sconosciuta finché, nel giugno 2010, una copia incompleta in 16mm dal titolo His Regular Job non è stata ritrovata dal collezionista Paul E. Gierucki, che l'aveva comprata mesi prima a un mercatino di antiquariato a Taylor (Michigan).

## Produzione
Il film fu girato dal 15 al 26 gennaio 1914, completato il 29 gennaio e distribuito negli Stati Uniti dalla Mutual Film il 19 febbraio.

## Trama
Due ladri che hanno appena compiuto un colpo vengono visti e fotografati dallo sceriffo Suspicious John mentre gettano il loro compagno da un dirupo. John però è un codardo, e viene quindi inseguito dai due ladri finché non si rifugia nel loro nascondiglio. Qui viene preso in ostaggio dai due, che gli impediscono di rivelarsi a due ingenui poliziotti. Tuttavia, mentre i ladri sono impegnati, John è in grado di inviare un messaggio alla stazione di polizia grazie al suo cane. I ladri però hanno ormai intenzione di ucciderlo, così John riesce a liberarsi prima ancora che la polizia arrivi.